# 美丽薹草
美丽薹草（学名：Carex sadoensis）为莎草科薹草属的植物。分布在俄罗斯、日本以及中国大陆的安徽等地，多生在山谷溪边，目前尚未由人工引种栽培。